# 티넌

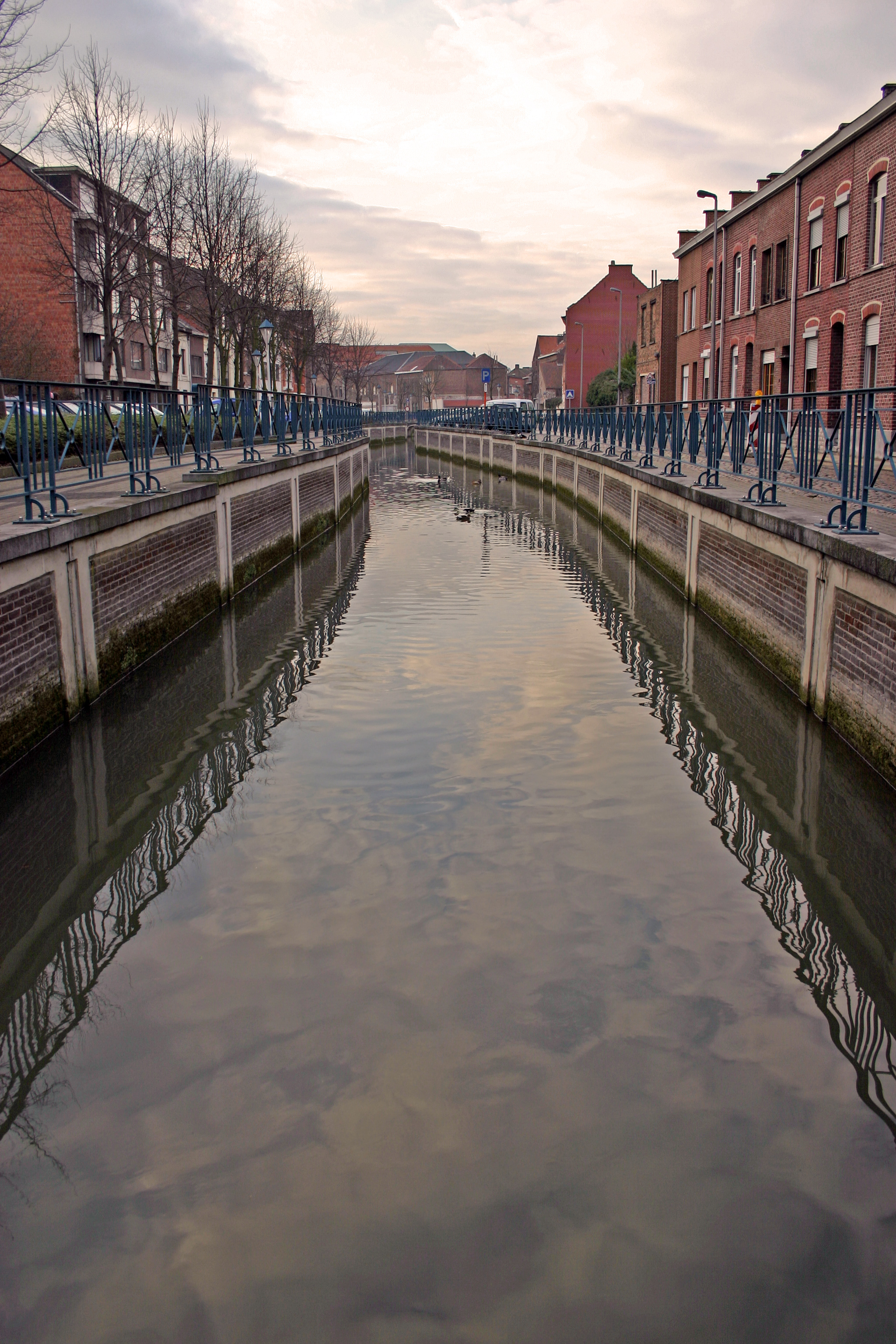
티넌의 흐로터 헤터(Grote Gete)

티넌(네덜란드어: Tienen, 프랑스어: Tirlemont 티를레몽[*])은 벨기에 플랑드르 지역 플람스브라반트주에 위치한 도시로 면적은 71.77km2, 인구는 34,185명(2016년 1월 1일 기준), 인구 밀도는 480명/km2이다.

시기
시 문장